# Consonant líquida
Una consonant líquida és qualsevol so vibrant, bategant o lateral. Tenen en comú la possibilitat de combinar-se formant un aplec consonàntic en moltes llengües, en d'altres poden esdevenir nucli de síl·laba, i són dos trets que les diferencien d'altres sons. Les líquides estan presents en la majoria d'idiomes del Vell Món. Tots els sons líquids són sonors.
En català existeixen diverses líquides amb qualitat de fonema: la lateral aproximant alveolar sonora, la lateral aproximant palatal sonora, la vibrant alveolar sonora i la bategant alveolar sonora.